# Strasse des 17. Juni
Strasse des 17. Juni (på tyska stavat Straße des 17. Juni, Strasse des siebzehnten Juni), tidigare Charlottenburger Chaussee, är en del av den stora Ost-West-Achse i Berlin och går från Ernst-Reuter-Platz till Brandenburger Tor. Gatan går i öst-västlig riktning och passerar genom hela den stora parken Tiergarten och slutar vid Ernst-Reuter-Platz. Gatan är 2 km lång varav 1,5 km går som sexfilig allé genom Tiergarten ("Djurparken"). Ungefär en kilometer väster om Brandenburger Tor finns en större rondell där det preussiska segermonumentet Siegessäule numera finns.
Straße des 17. Juni omges till stor delar av Technische Universität Berlins campus; bland annat finns huvudbyggnaden här. Sowjetisches Ehrenmal Tiergarten ligger också vid gatan.

## Historia
Gatan hette ursprungligen Charlottenburger Chausee, men fick sitt nuvarande namn den 13 juli 1953 då Västberlins senat antog namnet efter Folkupproret i Östtyskland 17 juni 1953, för att hedra offren av de många strejkande arbetare i dåvarande Östberlin som sköts ihjäl av Röda armén och östtyska folkpolisen.
I samband med båda världskrigen har tyska trupper paraderat längs Charlottenburger Chausee. Vid utbrottet av första världskriget samlades hundratusentals berlinare, kanske än fler, för att hylla sina trupper (liknande scener sågs i de flesta av de europeiska stormakternas huvudstäder, när kriget väl blivit oundvikligt den 1 augusti 1914 ) 
Inför krigsutbrottet i september 1939 saknades denna folkliga entusiasm nära nog helt , men efter Tysklands fullständiga besegrande av Frankrike i juni 1940 och Adolf Hitlers hemkomst efter sin "besiktning" av Paris sommaren 1940, hyllades den tyske "Führern" tillsammans med utvalda förband längs denna gata, och vidare genom Brandenburger Tor-porten och längs Unter den Linden.
Den del av gatan som går genom Tiergarten var redan tidigare en paradgata , men på 1930-talet, under nazisterna, breddades gatan till dagens dimensioner. Dessutom flyttades år 1938 det gamla preussiska segermonumentet Siegessäule från den ursprungliga platsen på Platz der Republik, dåvarande Königsplatz, till Grosser Stern i Tiergartens mitt. Där står monumentet än idag. Förändringarna tillkom på initiativ av Adolf Hitlers riksarkitekt Albert Speer och betraktas ofta som första steget av skapandet av Welthauptstadt Germania (Riksdagshuset som brunnit 1933 förblev en ruin ända till efter Berlinmurens fall).